# Зеленюк Вадим Сергійович
Вади́м Сергі́́йович Зеленю́к (10 червня 1988, м. Красилів, Хмельницька область, Україна — 22 серпня 2022, Донецька область, Україна) — український військовослужбовець, майор спецпідрозділу «Омега» Національної гвардії України, учасник російсько-української війни, який загинув під час російського вторгнення в Україну. Герой України (2022, посмертно).

## Життєпис
Народився 10 червня 1988 року в місті Красилові на Хмельниччині.
2010 року закінчив факультет внутрішніх військ Київського національного університету внутрішніх справ. (нині — Київський інститут Національної гвардії України).
Кандидат у майстри спорту з дзюдо, майстер спорту України з самбо, багаторазовий чемпіон і призер України та Європи з бойового самбо й дзюдо, чемпіон Європи з універсального бою, володар Кубку Президента України з рукопашного бою.
Майор, військовослужбовець спецпідрозділу «Омега» Північного об'єднання Національної гвардії України. Пройшов шлях від офіцера бойової штурмової групи загону спеціального призначення та боротьби з тероризмом одного з підрозділів Північного об'єднання до інструктора зі спорту І категорії групи неолімпійських видів спорту Спортивного клубу НГУ.
Від 2014 року постійно відряджався у складі «Омеги» для виконання бойових завдань на сході держави.
З перших днів російського вторгнення в Україну брав участь у боях за Київщину та Донбас. Входив до складу групи, завданням якої було проведення розвідки цілей та корегування артилерійського вогню в Київській області. Далі брав участь в бойових діях на Ізюмському напрямку, де разом із побратимами врятував життя військовослужбовця 95 ОДШБр, який з надтяжкими пораненнями, протягом трьох діб, знаходився на залишених позиціях в оточенні ворога. Одним із прикладів мужності Вадима є знищення більше чотирьох одиниць бронетанкової техніки та піхоти в одному з населених пунктів в Ізюмському напрямку. Після того був Сєвєродонецьк, де він разом із побратимами, звільнив, зачистив та утримував визначений рубіж, знищивши велику кількість ворога та взявши в полон шістьох ворогів. Був нагороджений медаллю «За військову службу Україні» (22.07.2022).
Загинув 22 серпня 2022 року під час відбиття чергового наступу ворога на околицях м. Авдіївки (за іншими даними — поблизу м. Красногорівки), при цьому власноруч знищив дві одиниці ворожої техніки та піхоту.
Похований 26 серпня 2022 року в селі Пилипи Красилівського району на Хмельниччині.
Залишились батьки та сестра.
19 січня 2024 року під час церемонії у Маріїнському палаці Президент України Володимир Зеленський вручив 30 сертифікатів на отримання квартир військовослужбовцям Сил оборони, яким присвоєно звання Героя України, та родинам полеглих Героїв; один із сертифікатів було вручено рідним майора Вадима Зеленюка.

## Нагороди
- Звання Герой України з удостоєнням ордена «Золота Зірка» (6 жовтня 2022, посмертно) — за особисту мужність і самовіддані дії, виявлені у захисті державного суверенітету та територіальної цілісності України, вірність військовій присязі[9].
- Медаль «За військову службу Україні» (22 липня 2022) — за особисту мужність і самовіддані дії, виявлені у захисті державного суверенітету та територіальної цілісності України, вірність військовій присязі[10].

## Вшанування пам'яті
Ім'я Героя України Вадима Зеленюка присвоєно Дитячо-юнацькій спортивній школі Красилівської міської ради. На його честь проведено ряд спортивних турнірів.

## Дивіться також
- Список українських спортсменів, тренерів і функціонерів, що загинули під час Революції гідності чи внаслідок російської агресії в Україні